# アンチ (アルバム)
『アンチ』（原題:Anti）は、米国の女性歌手、リアーナによる8枚目のスタジオ・アルバムである。Westbury Road及びロック・ネイションから2016年1月28日にリリースされた。『ローリング・ストーン誌が選ぶオールタイム・ベストアルバム500』（2020年版）において、230位にランクインしている。

## 概要
アルバム制作には、ジェフ・バスカー、Boi-1da、DJマスタード、ヒット・ボーイ、ブライアン・ケネディ、ティンバランド、No I.D.などのプロデューサーが参加した。
2008年を除き、2005年のデビューから2012年までは毎年アルバムを発表していたが、本作は前作『アンアポロジェティック』（2012年）から約3年ぶりと、過去最長の製作期間となっている。
プロデューサー陣は、本作以前のダンスミュージック、クラブミュージックのジャンルから脱却と、ダンスホールとソウルの要素を備えたポップ、ヒップホップソウル、R&Bの音楽性を目指した。楽曲についてはダークかつミニマリスト的な作風の物が多く収録されている。
US Billboard 200にて初週166,000枚を売り上げ、首位を獲得した。アメリカでの首位獲得は前作に続き2作連続となった。
ドレイクを客演に迎えたBoi-1daプロデュースのシングル「ワーク」は9週間首位を獲得し、2016年のBillboard年間シングルチャートで4位を記録、「アンブレラ」や「ウィー・ファウンド・ラヴ」に並ぶ大ヒットとなった。
「ワーク」は彼女にとって14曲目の首位獲得作品（13曲目は客演で参加したエミネムの「The Monster」（2013年））となり、マイケル・ジャクソンの13曲を抜いて、歴代4位に輝いた。

## シングル
- 1st「ワーク」2016年1月27日 / Billboard Hot 100 最高1位
- 2nd「ニーデド・ミー」2016年3月30日 / Billboard Hot 100 最高7位
- 3rd「キス・イット・ベター」2016年3月30日 / Billboard Hot 100 最高62位
- 4th「ラヴ・オン・ザ・ブレイン」2016年9月27日 / Billboard Hot 100 最高5位

## 収録曲
1. コンシダレーション (feat. SZA) / Consideration (feat. SZA)
2. ジェイムス・ジョイント / James Joint
3. キス・イット・ベター / Kiss It Better
4. ワーク (feat. ドレイク) / Work (feat. Drake)
5. デスペラード / Desperado
6. ウー / Woo
7. ニーデド・ミー / Needed Me
8. イエー・アイ・セッド・イット / Yeah, I Said It
9. セイム・オール・ミステイクス / Same Ol' Mistakes
10. ネヴァー・エンディング / Never Ending
11. ラヴ・オン・ザ・ブレイン / Love on the Brain
12. ハイアー / Higher
13. クロース・トゥー・ユー / Close to You
14. グッドナイト・ゴッサム / Goodnight Gotham (ボーナストラック)
15. ポーズ / Pose (ボーナストラック)
16. セックス・ウィズ・ミー / Sex with Me (ボーナストラック)